# اریکو واتانابه
اریکو واتانابه (انگلیسی: Eriko Watanabe؛ زادهٔ ۵ ژانویهٔ ۱۹۵۵) هنرپیشه اهل ژاپن است. 